# Лановецький цукровий завод
Лановецький цукровий завод – підприємство харчової промисловості у місті Ланівці Лановецького району Тернопільської області.

## Історія
У зв'язку з розширенням посівів цукрових буряків у Лановецькому районі та збільшенням його врожайності, було прийнято рішення про будівництво відповідно до п'ятого п'ятирічного плану відновлення та розвитку народного господарства СРСР цукрового заводу в райцентрі Ланівці. Будівництво підприємства розпочалося у 1955 році, за рішенням Тернопільського обкому ЛКСМУ об'єкт отримав статус комсомольської забудови, у якій взяли участь 250 комсомольців із усіх районів області. Разом із заводом були побудовані заводське селище та заводська ТЕЦ. Восени 1959 року завод було введено в експлуатацію. Спочатку проектна потужність підприємства забезпечувала можливість переробляти 2,5 тис. тонн буряків на добу, наступні роки потужність заводу була збільшена.
Заводська ТЕЦ, що розпочала роботу одночасно із заводом, дозволила електрифікувати ряд колгоспів Лановецького району і сусіднього Шумського району Тернопільської області. У перші роки завод виробляв 11 – 15 тис. тонн цукру-піску на рік, у 1965 році – 25 тис. тонн. тонн. В 1968 заводську ТЕЦ підключили до Добротворської ГРЕС. В 1971 завод зробив 32,4 тис. тонн цукру-піску, а в 1972 збільшив обсяг виробництва і виконав план виробництва цукру на 102%.
Станом на 1973 рік на заводі працювало 1200 осіб (з них 140 комуністів та комсомольців), 158 з них перебували у Всесоюзному товаристві винахідників та раціоналізаторів. Завод входив до передових підприємств - лише період із початку 1966 до кінця 1972 року робітники заводу внесли 528 раціоналізаторських пропозицій, рахунок впровадження яких підприємство отримало 462 тис. рублів економії. Загалом, за радянських часів входив до числа найбільших підприємств райцентру, на його балансі знаходилися об'єкти соціальної інфраструктури (житловий мікрорайон, бібліотека та ін.).
Після проголошення незалежності України державне підприємство було перетворено на відкрите акціонерне товариство. Наприкінці 1998 року Фонд державного майна України передав сім цукрових заводів Тернопільської області (зокрема Лановецький цукровий завод) київському концерну "Комплекс". 2013 року завод не функціонував. У 2014 році становище підприємства ускладнилося, виникла загроза закриття заводу.
У грудні 2016 року завод (що раніше належав холдингу "Т-цукор") був куплений німецькою компанією "Pfeifer & Langen". У січні 2017 року місцеві жителі зірвали спробу нових власників заводу демонтувати та вивезти заводське обладнання.